# Isole Vergini Britanniche ai XIV Giochi olimpici invernali
Le Isole Vergini Britanniche parteciparono ai XIV Giochi olimpici invernali, svoltisi a Sarajevo, Iugoslavia, dall'8 al 19 febbraio 1984, con una delegazione di 1 atleta impegnato in una disciplina.

## Delegazione
| Sport                   | Uomini | Donne | Totale |
| ----------------------- | ------ | ----- | ------ |
| Pattinaggio di velocità | 1      | 0     | 1      |
| Totale                  | 1      | 0     | 1      |

## Pattinaggio di velocità

### Uomini
| Gara   | Atleta        | Risultato | Risultato |
| Gara   | Atleta        | Tempo     | Posizione |
| ------ | ------------- | --------- | --------- |
| 500 m  | Erroll Fraser | 43.47     | 40        |
| 1000 m | Erroll Fraser | 1:30.59   | 42        |